# Уолл, Ларри
Ларри Уолл (англ. Larry Wall; род. 1954) — американский программист. Знаменит как создатель языка программирования Perl. Лингвист по образованию.
Уолл — автор клиента Usenet и широкоиспользуемой программы patch. Он дважды побеждал в международном конкурсе запутанного кода на языке программирования Си (IOCCC) и был лауреатом первой награды Free Software Foundation за продвижение свободного программного обеспечения (Free Software Foundation Award for the Advancement of Free Software) в 1998 году.

## Биография
Ларри Уолл родился в Лос-Анджелесе в семье потомственных протестантских пасторов и вырос в небольшом городке Брементоне в штате Вашингтон. В детстве мечтал стать служителем церкви.
Во время обучения и проявились задатки будущего автора Perl. В течение трёх лет, будучи студентом, Ларри работал в университетском компьютерном центре.
После окончания университета Ларри и его жена (Глория Борн) работали переводчиками Библии, а затем оба поступили в аспирантуру Калифорнийского университета в Беркли. Молодая семья лингвистов по-прежнему видела своё будущее на церковном поприще.
Но настал момент, и работа Ларри в компьютерном центре стала одной из причин того, что, несмотря на лингвистическое образование, он решил заняться компьютерными технологиями как более перспективным занятием. Ларри Уолл поступил на работу в Unisys и в Лабораторию реактивного движения NASA (JPL). В свободное время будущий гуру занимался разработкой программ для UNIX. Именно в это время, в 1984 году, он создал rn (newsreader). Язык программирования Perl появился спустя три года, в 1987 году.
С 1995 до 2002 года Ларри Уолл работал в компании O’Reilly & Associates, издателя его книг. Уход был связан с получением гранта Фонда Perl.
В 2004 году Ларри Уолл занял пост старшего научного сотрудника, а фактически «главного программиста» в NetLabs.
Сейчас Ларри Уолл продолжает развивать язык Perl под патронатом O’Reilly и живёт вместе со своей женой-писательницей и четырьмя детьми в городке Маунтин-Вью в Калифорнии.
Целью автора языка Perl никогда не было получение денег. Напротив, он внёс существенный вклад в культуру бесплатного распространения программ с их исходными кодами как средств работы программистов. Новый язык программирования Уолл разрабатывал для того, чтобы решить проблемы программистов, с которыми он сам сталкивался в течение рабочего дня. Когда первая версия языка вышла в свет, Ларри Уолл обеспечил открытый доступ и к исходному коду самой программы. Любой желающий может бесплатно скачать и пользоваться Perl независимо от того, нужен ли он ему для усовершенствования собственной странички или для создания мультимиллионного Интернет-проекта. Благодаря языку Perl стартовал Yahoo — проект, авторам которого прекрасно удаётся заработок на сайте. С его же помощью создан Amazon и миллионы других сайтов.

## Образование
Ларри получил степень бакалавра по специальности «Лингвистика» в Тихоокеанском университете Сиэтла в 1976 году.
В дальнейшем его научная деятельность была посвящена лингвистическим исследованиям и переводу Библии.